# 加布里埃爾·烏爾格巴茲

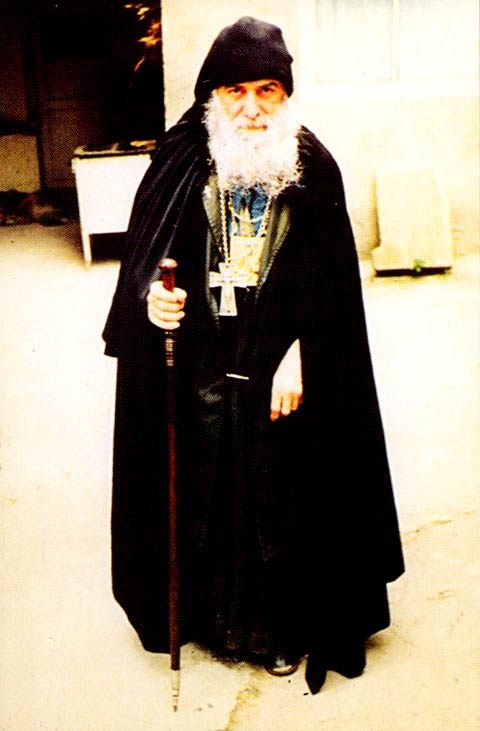

加布里埃爾（格魯吉亞語：გაბრიელი，羅馬語：gabrieli，1929年8月26日—1995年11月2日），哥德吉·烏爾格巴茲（Goderdzi Urgebadze）（გოდერძი），他是一位格魯吉亞東正教修道士，以其虔誠的僧侶生活和虔誠而受到崇敬。 由於加百利的許多奇蹟，加百列在姆茨赫塔的墳墓吸引了越來越多的朝聖者。 格魯吉亞東正教教會於2012年12月20日正式任命他為聖加布里埃爾神父，宣信者和圣愚（წმ.მამა-აღმსარებელი-აღმსარებელი). .